# ПН-Лизинг
«ПН-Лизинг» — российская лизинговая компания. Полное наименование — «Профессиональный Независимый Лизинг». Зарегистрирована в Санкт-Петербурге.

## История
Компания была основана в 2003 году. До 2009 года носила название «Прогресс-Нева Лизинг».
С 2005 года — член Российской ассоциации лизинговых компаний «РОСЛИЗИНГ»; член Санкт-Петербургской торгово-промышленной палаты; член Санкт-Петербургского Союза предпринимателей.
В этом же году компания вошла в ТОП-100 ведущих лизинговых компаний России Архивная копия от 30 апреля 2011 на Wayback Machine.
С 2006 года — член Объединенной Лизинговой Ассоциации Архивная копия от 29 апреля 2014 на Wayback Machine; член Ленинградской областной торгово-промышленной палаты
В этом же году компания становится победителем коркурса «Бизнес, развивающий регион» (недоступная ссылка) в номинации «Развитие социальной сферы».
В 2007 году — компания заняла первое место в рейтинге «Gazelle Бизнеса» (недоступная ссылка) как самая динамично развивающаяся компания Петербурга и Ленинградской области.
В 2009 году — участник программы (недоступная ссылка) Российского банка развития по поддержке малого и среднего предпринимательства.
В конце 2009 года был проведен ребрендинг и смена названия. С этого момента компания работает под именем «ПН-Лизинг».
По итогам 2010 года компания заняла 19 место по объёму нового бизнеса в рэнкинге лизинговых компаний, работающих в Санкт-Петербурге.

## Деятельность
«ПН-Лизинг» является универсальной независимой лизинговой компанией.
Направления деятельности:
- лизинг автомобилей,
- лизинг оборудования,
- лизинг спецтехники,
- лизинг недвижимости.

Основная специализация — лизинг для малого и среднего бизнеса.
По данным на 1 января 2011 года объём нового бизнеса составил 431 млн.руб., лизинговый портфель — 1530 млн.руб.

## Участие в проектах
Посредством лизинга клиенты компании смогли реализовать ряд крупных бизнес-проектов.
2005 год:
- Запуск линии по производству домов из стенового клееного бруса в поселке Ульяновка Тосненского района Ленинградской области[1].

2007 год:
- Строительство газопровода Северо-Европейского Газопровода (СЕГ)[2].

2008 год:
- Строительство скоростной дороги Москва — Санкт-Петербург.[3].
- Запуск нового деревоперерабатывающего предприятия г. Подпорожье Ленинградской области[4].

2011 год:
- Открытие двух новых кофеен сети «Идеальная чашка»[5].

## Руководство
С 2008 года должность генерального директора занимает Роман Маланин.